# 北格里亞謝勒泰山

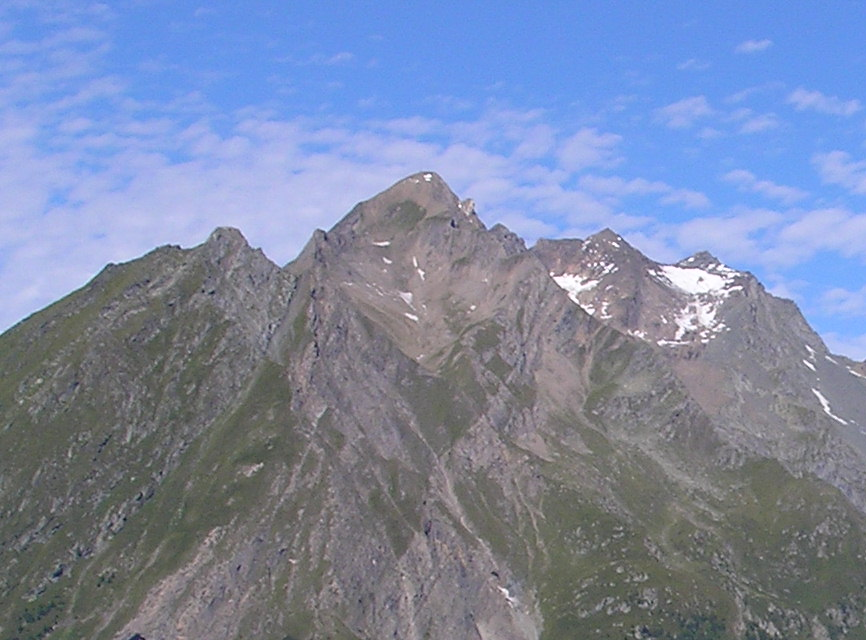

47°02′29″N 12°27′51″E / 47.04149°N 12.46429°E
北格里亞謝勒泰山（德語：Nördliche Göriacher Röte），是奧地利的山峰，位於該國西部，由蒂羅爾州負責管轄，屬於維內迪傑山脈的一部分，海拔高度3,011米，人類在1905年首次登頂。